# Time 100: Danh sách nhân vật ảnh hưởng nhất trên thế giới thế kỷ 20
Danh sách những nhân vật tiêu biểu của thế kỷ XX là một bản danh sách bình chọn những nhân vật ảnh hưởng đến thế giới trong suốt 100 năm thế kỷ XX do tạp chí TIME (Mỹ), công bố vào năm 1998, trong đó nhân vật của thế kỷ XX chính là nhà khoa học lừng danh Albert Einstein.  Hồ Chí Minh cũng có tên trong danh sách này.

## Các thể loại xếp hạng
Danh sách bao gồm 100 người, trong đó chia thành 5 thể loại, mỗi thể loại 20 người:
- Nhà lãnh đạo và nhà cách mạng;
- Nhà khoa học và tư tưởng;
- Nhà xây dựng và sáng tạo;
- Nghệ sĩ giải trí và nghệ thuật;
- Người hùng và thần tượng.

## Nhân vật của thế kỷ
Trong số 100 người được chọn, Albert Einstein được chọn làm nhân vật của thế kỷ vì ông là nhà khoa học ưu tú và có các đóng góp to lớn cho ngành khoa học. Mặc dù vậy, vẫn có một cuộc tranh luận rằng, Quốc trưởng Đức Quốc xã, Adolf Hitler nên giữ vai trò nhân vật của thế kỷ do sự tác động mạnh mẽ của ông lên cuộc Chiến tranh thế giới thứ hai vì ông đã làm tác động đến mọi mặt của thế giới trong thế kỷ XX.

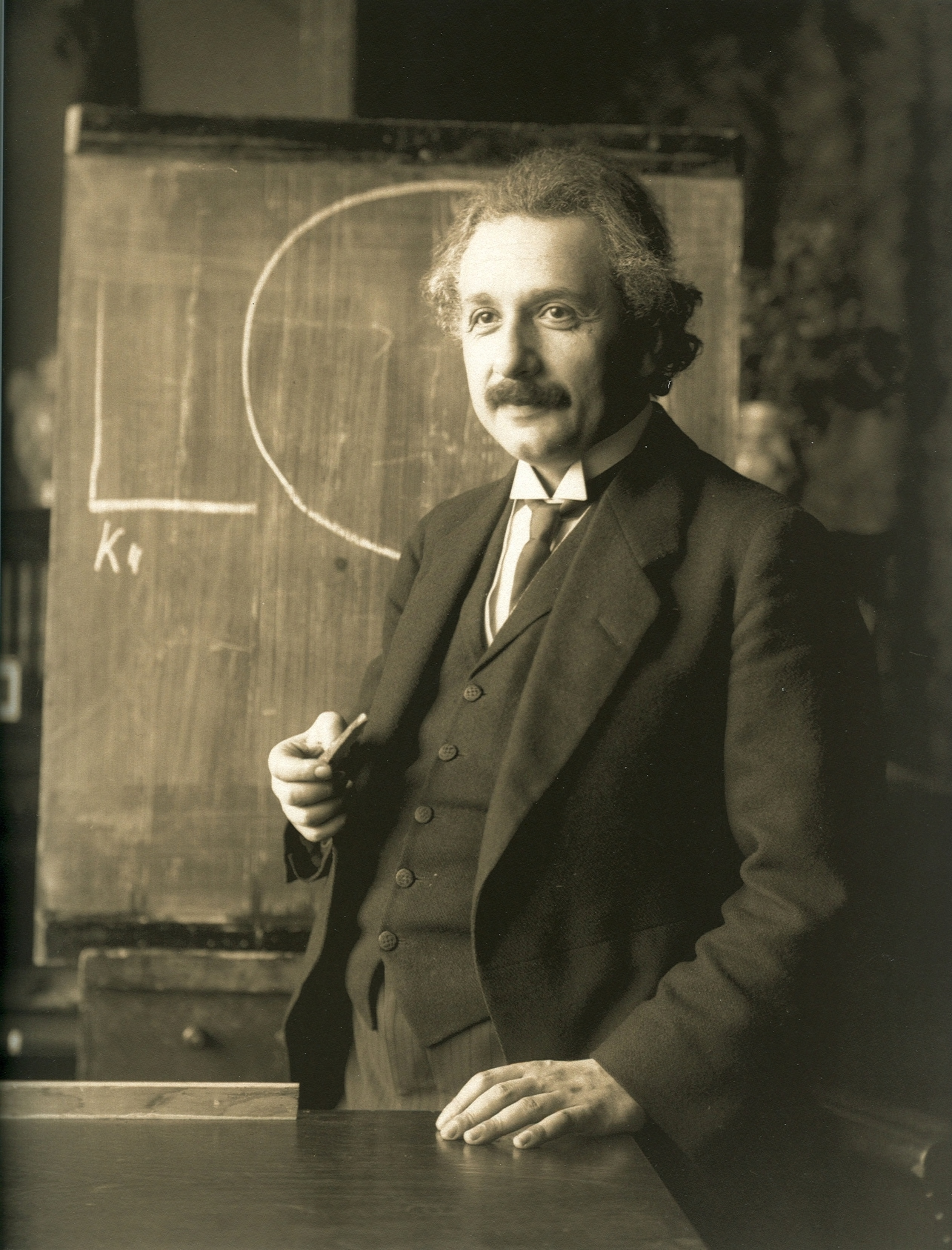
Albert Einstein, nhân vật của thế kỷ

Á quân
Ngoài ra, vị trí á quân thuộc về Mahatma Gandhi và Franklin D. Roosevelt.

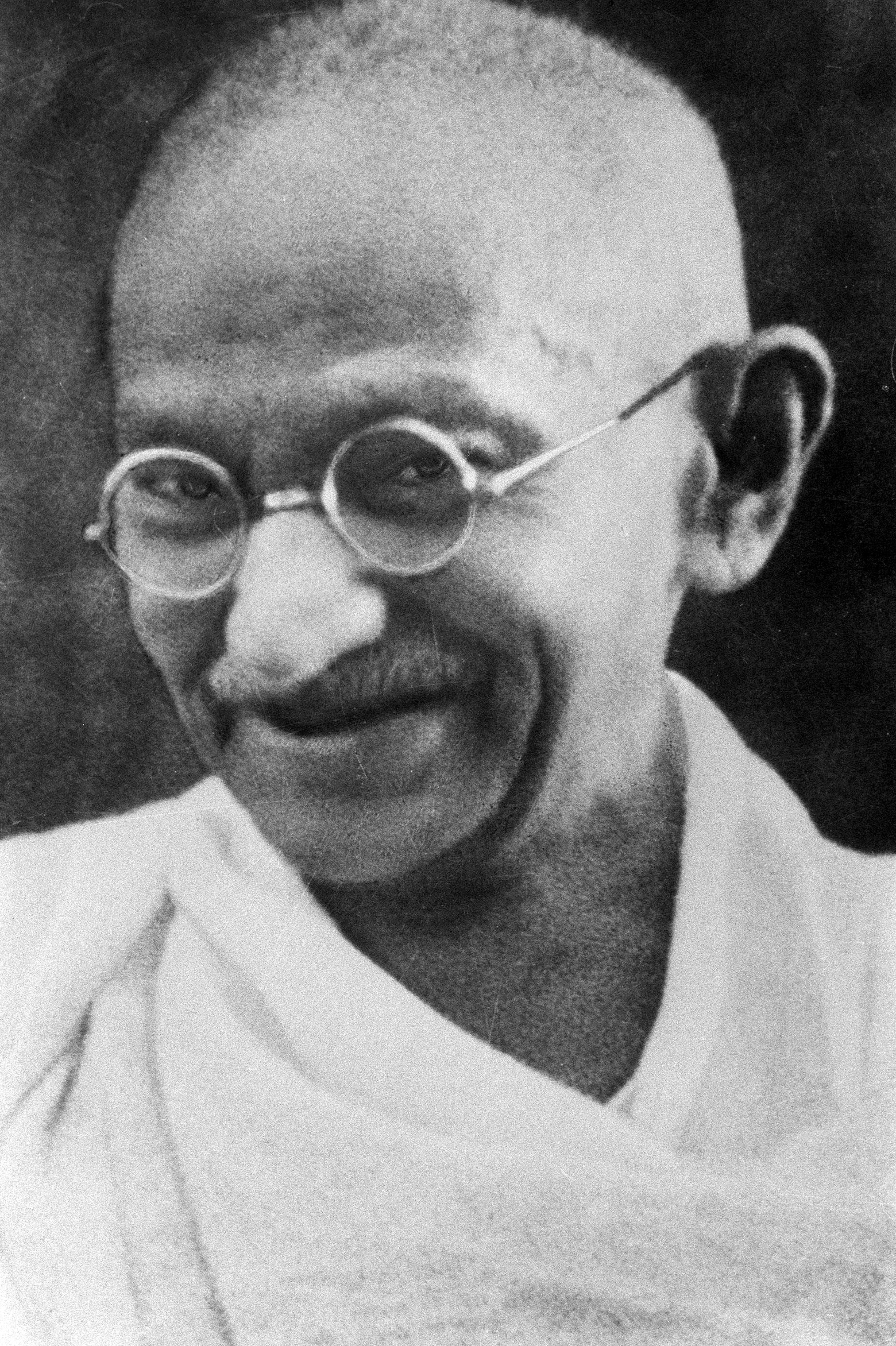
Mahatma Gandhi
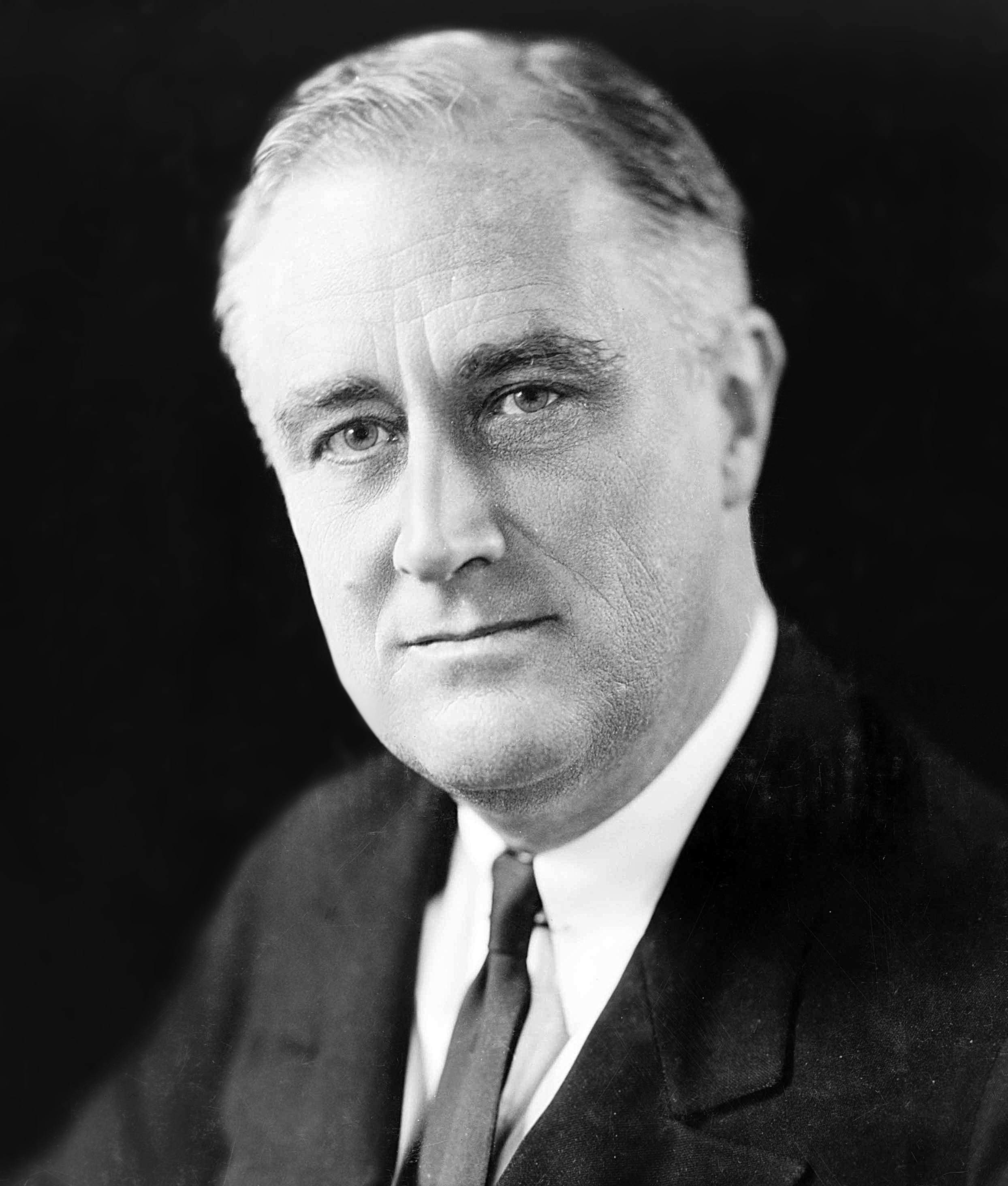
Franklin D. Roosevelt

## Những người có tầm ảnh hưởng lớn trong cả thế kỷ XX và XXI
Sau khi công bố danh sách những người có tầm ảnh hưởng lớn trong thế kỷ XX, TIME tiếp tục ấn hành danh sách 100 người có tầm ảnh hưởng nhất thế giới, được công bố hằng năm. Trong số đó, chỉ có bốn người trong thế kỷ XX vẫn tiếp tục ảnh hưởng tới thế giới thế kỷ XXI:

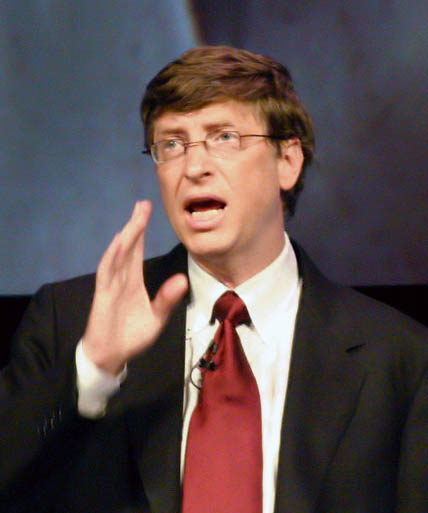
Bill Gates
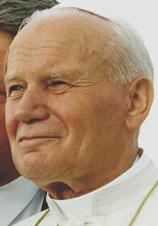
Giáo hoàng Gioan Phaolô II
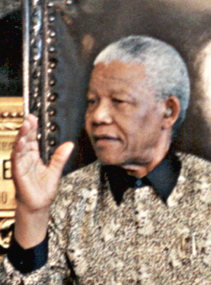
Nelson Mandela
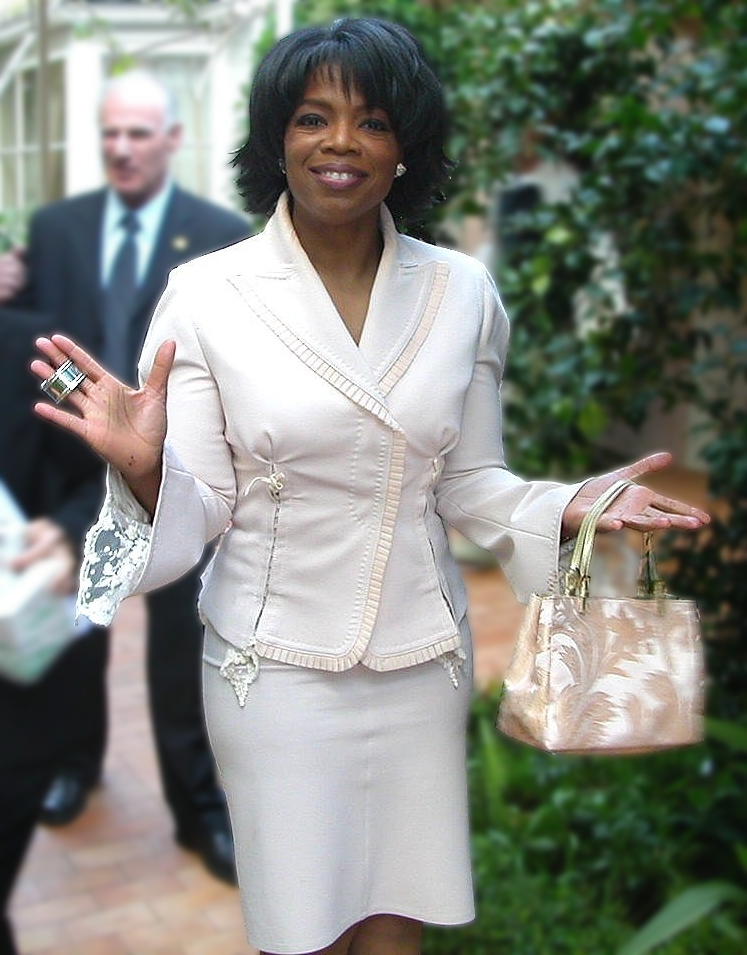
Oprah Winfrey

## Danh sách cụ thể
Xếp theo họ và theo thứ tự ABC.

### Những nhà lãnh đạo và những nhà cách mạng lớn
- David Ben-Gurion[2], Thủ tướng đầu tiên của Israel.
- Winston Churchill[2], Thủ tướng Anh
- Mohandas Gandhi[2], nhà lãnh đạo Ấn Độ chống Đế quốc Anh
- Mikhail Sergeyevich Gorbachyov[2], là Tổng thống Liên Xô, Tổng Bí thư Đảng Cộng sản Liên Xô.
- Adolf Hitler[2], Lãnh tụ và Thủ tướng Đức Quốc xã.
- Iosif Vissarionovich Stalin[2], tổng bí thư chấp hành Trung ương đảng Cộng sản Liên bang Xô Viết.
- Hồ Chí Minh[2][3][4], Chủ tịch nước Việt Nam Dân chủ Cộng hòa.
- Martin Luther King[2], là Mục sư Baptist, nhà hoạt động dân quyền người Mỹ gốc Phi.
- Đại giáo chủ Ruhollah Khomeini[2], lãnh đạo tối cao của Iran.
- Vladimir Ilyich Lenin[2], là một lãnh đạo phong trào Bolshevik.
- Nelson Mandela[2], Tổng thống Nam Phi,người đã xoá bỏ chế độ phân biệt chủng tộc.
- Giáo hoàng John Paul II[2], là vị giáo hoàng thứ 264 của Giáo hội Công giáo Rôma và là người lãnh đạo tối cao của Tòa Thánh (Vatican).
- Ronald Reagan[2], Tổng thống thứ 40 của Hoa Kỳ, một trong số những người đã kết thúc Chiến tranh Lạnh.
- Eleanor Roosevelt[2], đệ Nhất Phu nhân của Tổng thống Franklin D. Roosevelt Hoa Kỳ.
- Franklin D. Roosevelt[2], Tổng thống thứ 32 của Hoa Kỳ, một trong những lãnh tụ của Chiến tranh thế giới thứ 2.
- Theodore Roosevelt[2], Tổng thống Thứ 26 của Hoa Kỳ.
- Margaret Thatcher[2], là một chính khách người Anh, luật sư và nhà hóa học, Lãnh tụ Đảng Bảo thủ Anh và Thủ tướng Anh.
- Unknown Rebel[2], người Biểu tình vô danh tại Vụ Thảm sát tại Quảng trường Thiên An Môn.
- Margaret Sanger[2], nhà hoạt động trong lĩnh vực giáo dục, y tế người Mỹ.
- Lech Walesa[2], nhà chính trị, nhà hoạt động Công đoàn người Ba Lan.
- Mao Trạch Đông[2], Chủ tịch Đảng Cộng sản Trung Quốc, người thành lập Nước Cộng hòa Nhân dân Trung Hoa.

### Những người nổi tiếng trong thế giới nghệ thuật và giải trí
- Louis Armstrong[5], nghệ sĩ jazz.
- Lucille Ball[5]
- The Beatles[5], Ban nhạc Rock nước Anh.
- Marlon Brando[5], diễn viên nổi tiếng người Mỹ, người đoạt giải Oscar cho nam diễn viên chính xuất sắc nhất trong phim Bố già (1972). (ông đã từ chối nhận giải)
- Coco Chanel[5], là một nhà tạo mẫu người Pháp. Bà là người sáng tập thương hiệu thời trang cao cấp nổi tiếng Chanel.
- Charlie Chaplin[5], là một diễn viên, đạo diễn phim hài người Anh .
- Le Corbusier[5], là Kiến trúc sư nổi tiếng người Thụy Sĩ.
- Bob Dylan[5], là ca sĩ, nhạc sĩ, diễn viên, họa sĩ, nhà văn và nhà biên kịch người Mỹ.
- T.S. Eliot[5], là một nhà thơ, nhà viết kịch, nhà phê bình văn học Anh gốc Hoa Kỳ.
- Aretha Franklin[5], là một ca sĩ, nhạc sĩ và một nghệ sĩ piano người Mỹ có 21 giải Grammys danh giá, với danh hiệu "Bà hoàng nhạc Soul".
- Martha Graham[5]
- Jim Henson[5], là một nghệ nhân biểu diễn múa rối hay nhất của nước Mỹ và là cha đẻ của các chú rối The Muppets nổi tiếng.
- James Joyce[5], là một nhà văn và nhà thơ biệt xứ Ireland.
- Pablo Picasso[5], là một họa sĩ và nhà điêu khắc người Tây Ban Nha.
- Rodgers và Hammerstein[5], là một cặp đôi nhạc sĩ người Mỹ trong lĩnh vực Broadway từng thắng 34 giải Tony, 15 giải Oscar.
- Bart Simpson[5], con trai cả trong gia đình The Simpsons.
- Frank Sinatra[5], là một ca sĩ và diễn viên người Mỹ.
- Steven Spielberg[5], là một đạo diễn và nhà sản xuất phim của điện ảnh Mỹ.
- Igor Fyodorovich Stravinsky[5], là một nhà soạn nhạc người Nga.
- Oprah Winfrey[5], là người dẫn chương trình đối thoại trên truyền hình, là phụ nữ Mỹ gốc Phi đầu tiên có tên trong danh sách các tỉ phú.

### Những nhà xây dựng và những nhà sáng tạo
- Stephen Bechtel[6], người thành lập Công ty Bechtel và là chủ tịch của công ty này.
- Leo Burnett[6], là một nhà quảng cáo nổi tiếng.
- Willis Carrier[6], là một kỹ sư và nhà sáng chế người Mỹ, ông nổi tiếng là người đã sáng chế ra máy điều hòa nhiệt độ hiện đại.
- Walt Disney[6], là nhà sản xuất phim, đạo diễn, người viết kịch bản phim, diễn viên lồng tiếng và họa sĩ phim hoạt họa Mỹ.
- Henry Ford[6], là người sáng lập Công ty Ford Motor. Ông là một trong những người đầu tiên áp dụng sản xuất kiểu dây chuyền lắp ráp trong sản xuất ô tô.
- Bill Gates[6], là một doanh nhân người Mỹ, nhà từ thiện, tác giả và chủ tịch tập đoàn Microsoft, hãng phần mềm khổng lồ mà ông cùng với Paul Allen đã sáng lập ra.
- Amadeo Giannini[6], là người sáng lập ra Bank of America.
- Ray Kroc[6], Vua Hamburger, sáng lập ra McDonald's.
- Estée Lauder[6], là người đồng sáng lập những công ty của Estée Lauder (Estée Lauder Companies), một công ty đi tiên phong trong lĩnh vực mỹ phẩm trang điểm.
- William Levitt[6]
- Lucky Luciano[6], là một ông trùm mafia người Mỹ gốc Ý.
- Louis B. Mayer[6], đồng sáng lập hãng phim MGM.
- Charles Merrill[6]
- Morita Akio[6], là người Nhật Bản đồng sáng lập tập đoàn Sony.
- Walter Reuther[6]
- Pete Rozelle[6]
- David Sarnoff[6], là doanh nhân người Mỹ gốc Belarus, ông là một trong những vị chủ tịch nổi tiếng của RCA.
- Juan Trippe[6], là nhà doanh nghiệp người Mỹ và chủ tịch hãng hàng không Pan Am.
- Sam Walton[6], là "ông vua bán lẻ ở Mỹ". Ông là người thành lập tập đoàn bán lẻ Wal-Mart.
- Thomas Watson, Jr.[6], là người Mỹ và là chủ tịch của IBM.

### Những nhà khoa học và những nhà tư tưởng
- Leo Baekeland[7], là nhà hoá học người Mỹ gốc Bỉ.
- Tim Berners-Lee[7], là người Anh, sáng tạo ra World Wide Web và là chủ tịch World Wide Web Consortium. Ông giành giải thưởng Turing (thường được xem như giải Nobel trong tin học) vào năm 2016.
- Rachel Carson[7], là nhà động vật học và sinh học biển sinh tại Pittsburgh, Hoa Kỳ.
- Francis Crick & James Watson[7], khám phá ra DNA. Cùng với Maurice Wilkins, 2 ông nhận giải Nobel Y học năm 1962[8].
- Albert Einstein[7], là nhà vật lý lý thuyết người Đức, người đã phát triển thuyết tương đối tổng quát, một trong hai trụ cột của vật lý hiện đại.
- Philo Farnsworth[7], người đã phát minh ra Ti-Vi.
- Enrico Fermi[7], là nhà vật lý lý thuyết và thực nghiệm người Italia, giành giải Nobel Vật lý năm 1938[9].
- Alexander Fleming[7], là một bác sĩ, nhà sinh học và đồng thời là một nhà dược lý học người Scotland. Ông phát hiện ra kháng sinh penicillin.
- Sigmund Freud[7], là một bác sĩ về thần kinh và tâm lý người Áo.
- Robert Goddard[7], người chế tạo ra tên lửa.
- Kurt Gödel[7], là một nhà toán học và logic học nổi tiếng người Áo, tác giả của các định lý bất toàn của Gödel.
- Edwin Hubble[7], là một nhà vật lý, nhà thiên văn học người Mỹ. Ông là người rất thành công trong việc nghiên cứu về thiên văn, vũ trụ. Tên của ông được đặt cho kính viễn vọng không gian Hubble.
- John Maynard Keynes[7], là một nhà kinh tế học người Anh. Hình thành ra trường phái kinh tế học Keynes.
- Louis, Mary & Richard Leakey[7], một gia đình những nhà nhân chủng học.
- Jean Piaget[7], là một nhà tâm lý học và triết học người Thụy Sĩ.
- Jonas Salk[7], phát minh ra vaccine bại liệt.
- William Shockley[7], là một nhà vật lý và nhà phát minh người Mỹ sinh tại Anh. Ông giành giải Nobel Vật Lý năm 1956.[10]
- Alan Turing[7], là một nhà toán học, logic học và mật mã học người Anh thường được xem là cha đẻ của ngành khoa học máy tính.
- Ludwig Wittgenstein[7], là một nhà triết học người Áo, người đã có công đóng góp quan trọng trong logic, triết học về toán, triết học tinh thần và triết học ngôn ngữ.
- Wilbur & Orville Wright[7], là những người đầu tiên thử nghiệm thành công cho máy bay bay được.
- Nikola Tesla, là người phát minh ra dòng điện xoay chiều, thiết bị điều khiển từ xa và nhiều phát minh khác.

### Những người hùng và những thần tượng
- Muhammad Ali[11], là một cựu vận động viên quyền anh người Mỹ.
- The American G.I.[11]
- Công nương Diana[11], là vợ thứ nhất của Charles, Thân vương xứ Wales (sau này là Charles III).
- Anne Frank[11], là một cô bé người Đức gốc Do Thái, tác giả cuốn nhật ký nổi tiếng Nhật ký Anne Frank.
- Billy Graham[11], là nhà nhà truyền bá phúc âm (evangelist), và là một trong những nhà lãnh đạo có nhiều ảnh hưởng nhất của Phong trào Tin Lành.
- Che Guevara[11], là một nhà cách mạng Marx nổi tiếng người Argentina.
- Edmund Hillary & Tenzing Norgay[11], là hai người đầu tiên trèo lên đỉnh Everest và quay về an toàn.
- Helen Keller[11], là nữ văn sĩ, nhà hoạt động xã hội, diễn giả người Mỹ. Bà là người khiếm thị, khiếm thính đầu tiên của nước Mỹ giành học vị Cử nhân Nghệ thuật.
- Gia tộc Kennedy[11], là một trong những dòng tộc danh giá nhất trong chính trường và chính phủ Hoa Kỳ.
- Lý Tiểu Long[11], là một người Mỹ gốc Hoa, một diễn viên võ thuật nổi tiếng trong nền điện ảnh Mĩ và là người sáng lập võ phái Tiệt quyền đạo.
- Charles Lindbergh[11], là một phi công, nhà văn, nhà phát minh và nhà thám hiểm người Mỹ. Ông là người bay xuyên Đại Tây Dương
- Harvey Milk[11], là một nhà chính trị người Mỹ, người đồng tính công khai đầu tiên được bầu vào cơ quan chính quyền ở California.
- Marilyn Monroe[11], là nữ diễn viên, biểu tượng sex và hình tượng pop nổi tiếng của nước Mỹ thế kỷ XX.
- Mẹ Teresa[11], là nữ tu Công giáo Rôma người Albania, và là nhà sáng lập Dòng Thừa sai Bác Ái ở Kolkata (Calcutta), Ấn Độ năm 1950.
- Emmeline Pankhurst[11], là một nhà hoạt động chính trị và lãnh đạo phong trào đã giúp phụ nữ giành được quyền bỏ phiếu. Bà là người thành lập Liên đoàn Xã hội và Chính trị Phụ nữ
- Rosa Parks[11], là một nhà hoạt động nhân quyền người Mỹ gốc Phi, người đã được quốc hội Mỹ tôn vinh là "mẹ đẻ của phong trào nhân quyền hiện đại".
- Pelé[11], là một trong những cầu thủ bóng đá vĩ đại nhất lịch sử thế giới.
- Andrei Dmitrievich Sakharov[11], là một nhà vật lý Liên Xô, nhà hoạt động xã hội, viện sĩ Viện Hàn lâm Liên Xô (1953).
- Jackie Robinson[11], là cầu thủ người Mỹ gốc Phi đầu tiên chơi tại giải bóng chày Major League Baseball của Mỹ trong thời kỳ hiện đại.
- Bill Wilson[11]

## Phê bình
Về những nhân vật trong ngành giải trí, có ý kiến thắc mắc là vì sao không có Elvis Presley. Walter Isaacson, một trong hai tác giả của danh sách này, thừa nhận đã mắc sai lầm khi không chọn Presley vào danh sách.
Danh sách cũng nhận lời chỉ trích, vì có Lucky Luciano, ông trùm mafia người Mỹ gốc Ý, người được chọn với lý do "ông đã hiện đại Mafia, định hình nó thành một tổ chức tội phạm mang tầm vóc quốc gia". Cũng có thắc mắc về sự có mặt của Hitler và có cả nhân vật hoạt hình Bart Simpson của bộ phim The Simpsons rất quen thuộc.